# Mariano Troilo
Mariano Troilo, né le 28 juin 2003 à Córdoba, est un footballeur argentin qui évolue au poste de défenseur central au CA Belgrano.

## Biographie

### Carrière en club
Mariano Troilo est formé au CA Belgrano, où il signe son premier contrat professionnel le 7 avril 2023.
Mariano Troilo fait ses débuts professionnels avec le CA Belgrano le 4 août 2023, entrant en jeu lors d'une victoire 1-0 en Copa Argentina contre Claypole (en),,.
Découvrant ensuite le championnat d'Argentine, il s'y impose comme un titulaire indiscutable dès la saison 2024,.

### Carrière en sélection
Mariano Troilo est convoqué pour la première fois avec l'Équipe d'Argentine senior en mai 2025, pour prendre part aux matchs de qualification à la coupe du monde,, surprise de la sélection de Lionel Scaloni au coté d'Enzo Barrenechea,.